# Крылатый мяч (флорбол)
«Крылатый мяч» — международный открытый турнир Украины по флорболу. Проводится Федерацией Флорбола Украины и Федерацией Флорбола Донецкой области.

## «Крылатый мяч» 2003
Чемпионом стала команда флорболистов ФСК «Олимпийский» («Олимп»).

## «Крылатый мяч» 2004
В 2004 году в Донецке прошел четвёрный турнир. Соревнования проводились в различных возрастных категориях. Участвовали команды Украины и пять команд России.
Участники
- «Галант» (Донецк)
- «Элис» (Донецк)
- «Гладковские лисы — Мечта» (Донецк)
- «Олимпик» (Донецк)
- «Изумруд» (Пижма)
- «Ветлуга» (Воскресенское)
- «Олимп» (Нижний Новгород)

Достижения
Лучший бомбардир — Иван Патока из команды «Гладковские лисы — Мечта», забивший 18 мячей.
Команда «Пресса» состоящая из донецких журналистов и команда тренеров сыграли между собой на церемониях открытия и закрытия турнира.

## «Крылатый мяч» 2007
В 2007 году соревнования проводились в Донецке во Дворце спорта «Локомотив».
Соревнования проводились с 25 по 27 мая. Было сыграно 28 матчей в возрастных группах 1995—1996, 1993—1994 годов рождения. Участвовали украинские и российские команды.
В рамках турнира также был проведён суперфинал флорбольного этапа «Журналиады Донбасса».
Участники
- «Торпедо» (Москва)
- «Ветлуга» (Воскресенское)

## «Крылатый мяч» 2008
Игры проводились с 23 по 25 мая в Донецке на территории дворца спорта «Локомотив».
Соревнования проводились в трёх возрастных категориях
- Юноши и девушки 1993—1994 года рождения
- Юноши и девушки младшего возраста 1995—1996 года рождения
- Мальчики и девочки 1997—1998 года рождения